# 東予市
東予市（とうよし）は、かつて愛媛県の東予地方にあった市。瀬戸内海に面し、東予港を擁する。平成の大合併で旧・西条市、周桑郡丹原町、小松町と新設合併し、2004年（平成16年）11月1日に消滅した。

## 市名の由来
市町村合併による新市名を検討する中で、合併当時は「東予新産業都市」（新産都）の開発が進んでいた時期であり、用地に恵まれた東予市には工場が多数立地し、人口も増えて将来的には東予地方の中でも中核的地域になるのではないかとの期待もあり、そうした夢も込めて「東予市」としたとされている。元の地名の壬生川町（にゅうがわちょう）が難読地名であったことも一因といえる。

「東予」は本来、「伊予の東」という意味で東予市を含む愛媛県の東部一帯を表す広域地名である。具体的な市町村としては、東は川之江市（合併し四国中央市）から西は周桑郡丹原町（同じく西条市）や越智郡菊間町（同じく今治市）までの広い地域を指す。
西条市への合併により自治体としての「東予市」は消滅したが港名は「東予港」カーフェリーも発着しており、合併後も「東予」という地名は残っている。なお、「東予」という鉄道駅はなく、特急停車駅は壬生川駅である。

## 歴史
これ以前の歴史は壬生川町、三芳町（みよしちょう）の記事を参照。また2町の成立以前の旧村の記事も参照。
- 1971年（昭和46年）1月1日：周桑郡壬生川町と三芳町が対等合併して東予町となる。
- 1972年（昭和47年）
  - 7月7日：東予港-大阪南港間に四国開発フェリーの航路開設。
  - 10月1日：市制施行して東予市となる。
- 1973年（昭和48年）
  - 1月:愛媛県立壬生川工業高等学校（後の愛媛県立東予高等学校）がサッカー全国大会に出場。

この後1974年（昭和49年）、1976年（昭和51年）にも出場。
  - 3月:住友重機械工業東予製造所が操業開始。臨海工業地帯の発展が始まる。
- 1976年（昭和51年）：住友アルミニウム製錬東予工場が操業開始。
- 1977年（昭和52年）5月：市庁舎が落成。
- 1978年（昭和53年）10月：国鉄予讃本線の特急しおかぜが壬生川駅に停車開始。
- 1984年（昭和59年）12月:住友アルミニウム精錬東予工場が閉鎖。
- 1988年（昭和63年）6月：田窪工業所東予工場が操業開始。
- 1993年（平成5年）11月：中山川ダム研究推進協議会設立（のち紆余曲折を経て建設中止）。
- 1994年（平成6年）3月：本谷温泉館が完成。
道後温泉（松山市）、鈍川温泉（今治市）とともに伊予の三名湯として知られる。
- 1995年（平成7年）3月：運動公園野球場が完成。
- 1999年（平成11年）
  - 10月：日新製鋼東予製造所が操業開始。臨海部への久々の大型工場進出となる。
  - 11月：林芙美子、宮田麻太郎記念碑が完成。
- 2001年（平成13年）
  - 4月：愛媛県立東予工業高校が普通科を設置し、愛媛県立東予高等学校に改称。
  - 4月：本谷温泉館がリニューアルオープン。
- 2004年（平成16年）11月1日：西条市、周桑郡丹原町、小松町と新設合併（対等合併）して西条市の一部となり、東予市は自治体としては消滅した。

## 行政

### 歴代市長
- 初代：河上辰男（昭和47年10月 - 5期）
- 第2代：青野照雄（平成3年2月 - 1期）
- 第3代：青野勝（平成7年2月 - 合併まで、3期）

### 平成の市町村合併の経緯
今治市と西条市に挟まれた東予市としては、周桑郡の2町（丹原町、小松町）とともに1市2町での合併という選択肢もありえたが、小松町が早々と西条市とともに合併する方針を明らかにし、丹原町も同調する動きを見せたため、東予市もより大きな市となって行政力を高め、四国中央市、新居浜市、今治市に伍していくという観点からこれに合流した。
新居浜市も含めた「大東予」的な市町村合併構想については、新居浜市や西条市が積極的に推進する姿勢を見せなかったため、将来の課題として扱うこととなった。
合併協議の過程では、新市庁舎が西条市庁舎に決定し、新市名も「西条市」となるなど、旧西条市のペースで事態が進展することに対し、心情的に反発したり「東予市」「東予」の地名が消えることを惜しむ声もあった。

## 経済

### 製造業

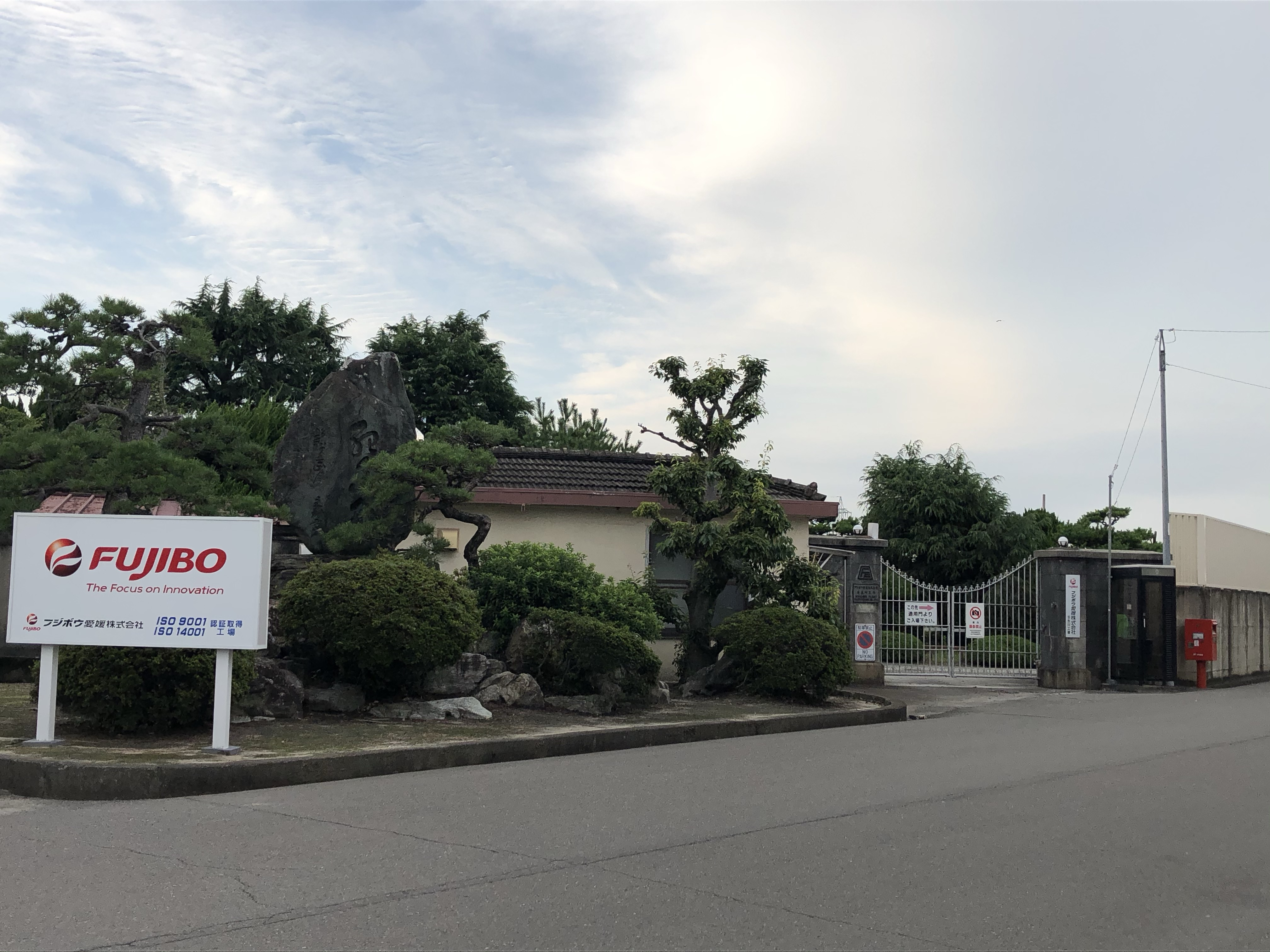
フジボウ愛媛 本社･壬生川工場

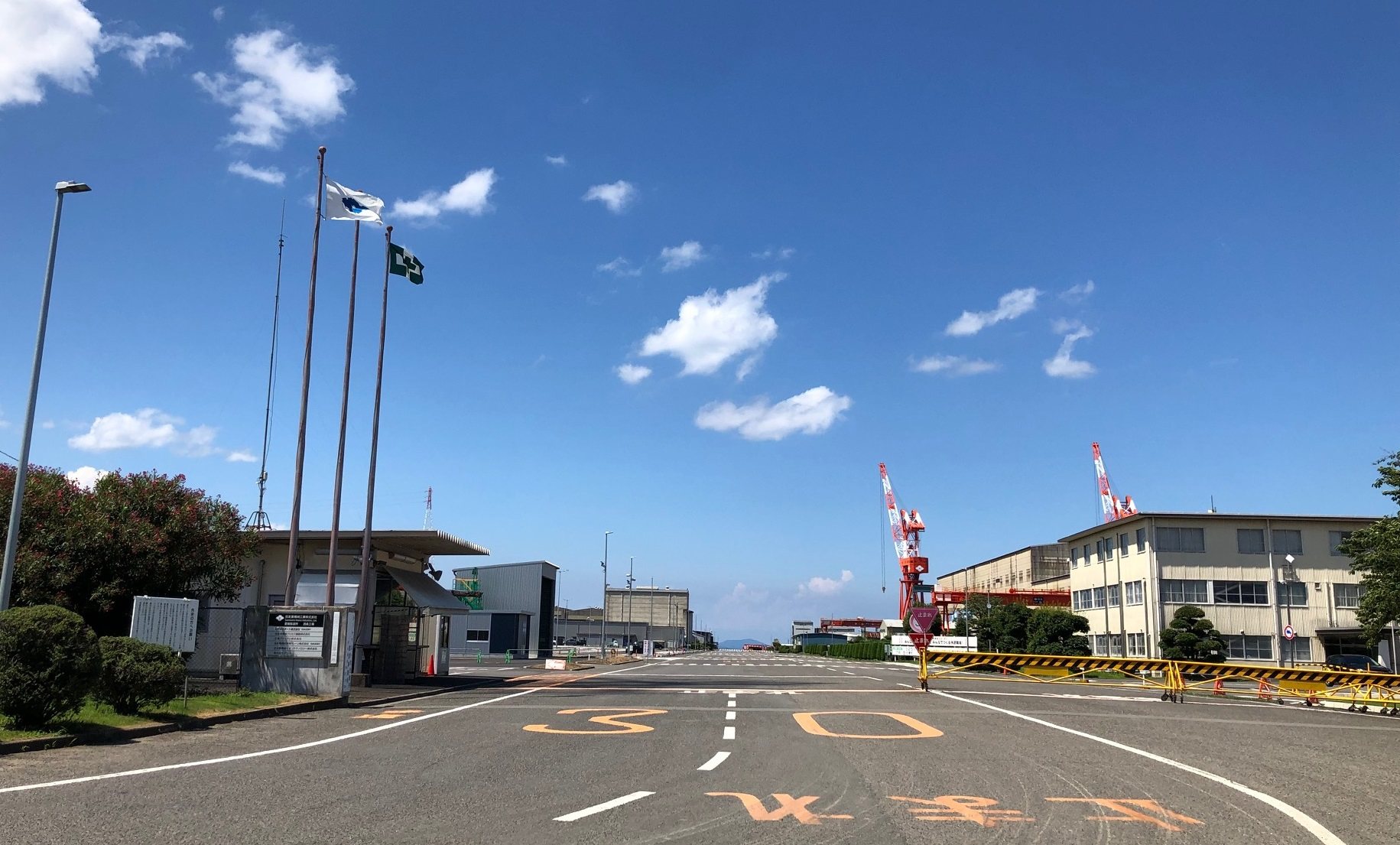
住友重機械工業　愛媛製造所 西条工場

1934年に明正レーヨン株式会社壬生川工場（現：フジボウ愛媛）が誘致され、1954年には約1,200人の従業員を抱えるなど大きな産業となっていた。1964年の東予新産業都市指定と共に県営工業団地造成事業が進められた。県営工業団地の3号地（今在家）には1973年に住友重機械工業･住友イートンノバ（現:住友重機械イオンテクノロジー）、4号地（北条）には1975年に住友アルミニウム製錬、住友共同電力が進出した。最盛期の1981年頃には住友重機械約600名、住友アルミニウム製錬約430名、住友共同電力約100名の従業員が従事していた。しかし、石油危機や円高による構造不況などで1984年には住友アルミニウム製錬が撤退し、他の住友グループの企業、フジボウ壬生川工場も大幅に減員された。
その後、住友アルミニウム製錬の工場跡地（4号地の一部）は「東予インダストリーアルパーク」として分譲されている。現在では日本製鉄や浅川造船、田窪工業所などが進出している。日本製鉄瀬戸内製鉄所阪神地区（東予)は2000年に日新製鋼東予製造所として竣工し、普通鋼冷延鋼板の製造基地で高耐食溶融亜鉛・アルミ・マグネシウム合金めっき鋼板の主力生産拠点となっている。
主な工場･事業所
- 浅川造船 東予工場
- アサヒプリテック 四国事業所
- 一広 物流部国安センター
- 住友共同電力 壬生川火力発電所
- 住友重機械イオンテクノロジー 愛媛事業所
- 住友重機械工業愛媛製造所 西条工場
- 住友重機械建機クレーン 西条事業所
- 住友重機械プロセス機器 本社
- タオル美術館 国安商品センター
- 田窪工業所　西条工場
- TTL 東予工場
- 日泉ポリテック 本部･東予工場
- 日本製鉄瀬戸内製鉄所 阪神地区（東予）
- フジボウ愛媛 本社･壬生川工場

### 商業
スーパーマーケット
- ヴォーグ 壬生川店
- そごうマート 三芳本店･新町店･三津屋店
- ディオ 東予店
- フジ 東予店
- マルナカ 東予店

家電量販店
- ケーズデンキ 東予店
- ヤマダアウトレット 西条店

### 金融業
- 伊予銀行 壬生川支店･三芳支店
- 愛媛銀行 壬生川支店
- 愛媛信用金庫 壬生川支店
- 周桑農業協同組合 多賀支所など
- 日本郵便 東予郵便局など

## 地域

### 教育
- 愛媛県立東予高等学校（旧：東予工業高等学校）

## 交通

### 鉄道路線
- 四国旅客鉄道（JR四国）
  - 予讃線：玉之江駅 - 壬生川駅 - 伊予三芳駅

### 道路

#### 有料道路
- 今治小松自動車道
  - 東予丹原IC - 丹原町と跨って設置されている。料金所は東予市にある。

#### 国道
- 国道196号

#### 県道
- 主要地方道
  - 愛媛県道13号壬生川新居浜野田線
  - 愛媛県道48号壬生川丹原線
- 一般県道
  - 愛媛県道143号壬生川港小松線
  - 愛媛県道144号南川壬生川停車場線
  - 愛媛県道148号東予港三津屋線
  - 愛媛県道150号徳能伊予三芳停車場線
  - 愛媛県道154号東予玉川線
  - 愛媛県道159号孫兵衛作壬生川線

## 出身有名人
- 松木幹一郎 - 官僚、実業家。東京市電気局初代局長で「台湾電力の父」とも称される。
- 野口茂樹 - プロ野球投手、中日ドラゴンズ-読売ジャイアンツ
- 叶美香 - タレント（叶姉妹）
- 一色龍次郎 - ミュージカル俳優
- 長友佑都 - サッカー選手[3]